# San Polo dei Cavalieri
San Polo dei Cavalieri es una localidad italiana de la provincia de Roma, región de Lacio, con 2.809 habitantes.

## Evolución demográfica
| Gráfica de evolución demográfica de San Polo dei Cavalieri entre 1861 y 2001 |
|                                                                              |
| Fuente ISTAT - elaboración gráfica de Wikipedia                              |